# Vivica A. Fox
Vivica Anjanetta Fox (South Bend, 30 luglio 1964) è un'attrice statunitense.

## Biografia
Vivica Anjanetta Fox nasce il 30 luglio 1964 a South Bend, nell'Indiana, figlia di Everlyena, tecnica farmaceutica, e di William Fox, dirigente di una scuola privata. I suoi genitori, di lontane discendenze afroamericane e nativo americane, si sono trasferiti nella zona di Indianapolis subito dopo la sua nascita. Frequenta la locale Arlington High School, dove si diplomerà nel 1982, per poi laurearsi in scienze sociali al Golden West College di Huntington Beach, in California. 
Nel 1988, la Fox si trasferisce in California per diventare un'attrice, prima di soap opera come Generations, Il tempo della nostra vita e Febbre d'amore. Uno dei suoi primi ruoli la vide come la figlia della stilista Patti LaBelle, Charisse Chamberlain, nella serie TV della NBC, Out All Night. Ha interpretato la sorella di Jazz nel telefilm Willy, il principe di Bel-Air. Ha il suo primo ruolo importante come la ragazza di Will Smith nel film Independence Day. Dopo questo film, partecipò a numerosi altri film ed ebbe una critica positiva per il suo ruolo nel film del 1997 I sapori della vita, che le fece raccogliere le nomination negli MTV Movie Award e nei NAACP Image Award.

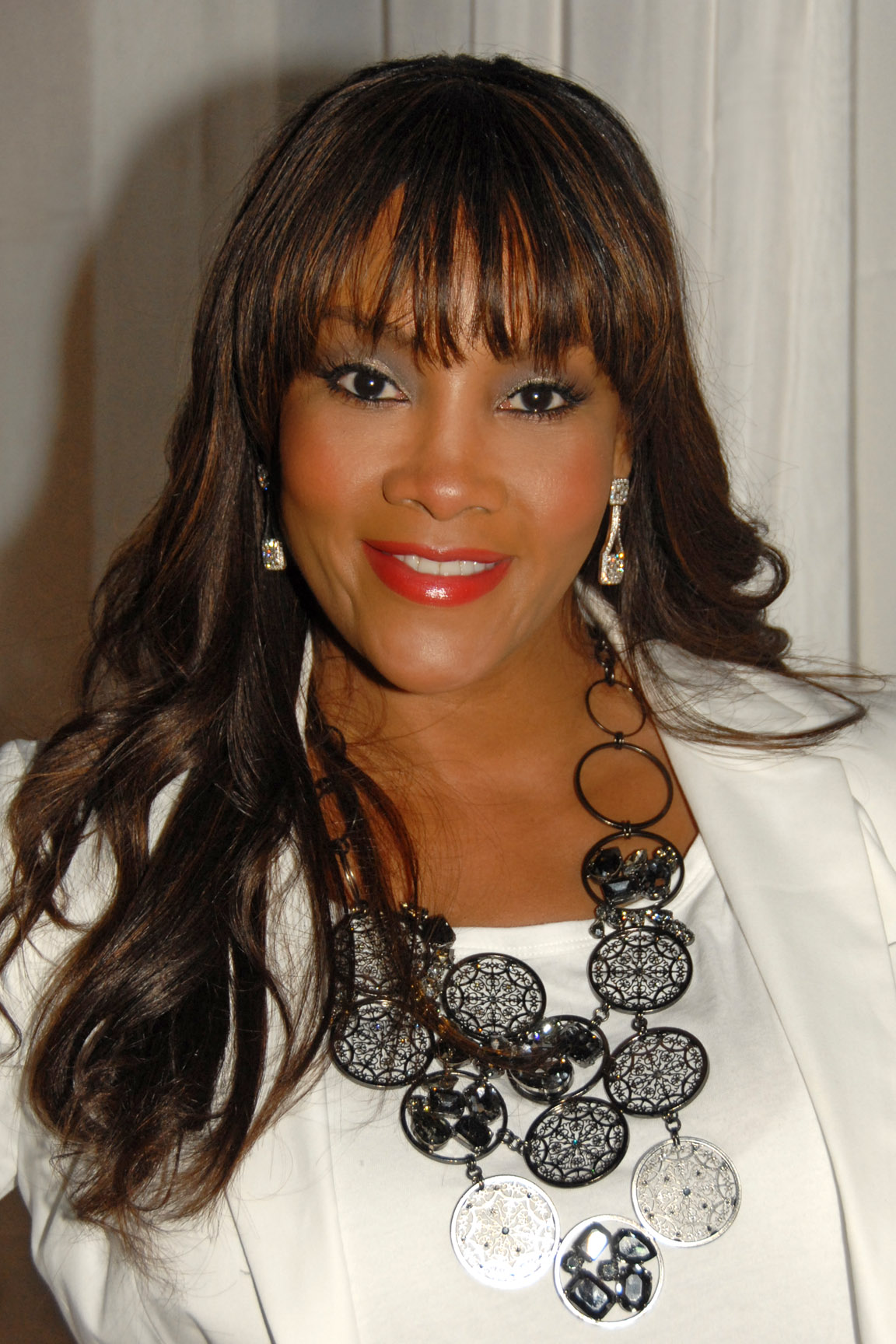
Vivica A. Fox a Los Angeles il 22 maggio 2010

È apparsa in due puntate della terza stagione della serie televisiva Alias nel ruolo di Toni Cummings, un'esperta progettista di sistemi di sicurezza altamente sofisticati. Fox ha recitato anche in Giovani diavoli, Why Do Fools Fall In Love, Killing Mrs. Tingle, Un gioco per due e Juwanna Mann, prima di interpretare il ruolo dell'assassina Vernita Green nel film del 2003 di Quentin Tarantino Kill Bill. Fox ha anche tentato la carriera di doppiatrice, prestando la sua voce per i cartoni animati Ozzy & Drix e Kim Possible.
Nel 2004 Fox apparve in un episodio di Punk'd. È apparsa nell'episodio La zia Kelly della serie televisiva Tutto in famiglia con Damon Wayans. La relazione della Fox con il rapper 50 Cent fa in modo che venga citata nella canzone di Missy Elliott I'm Really Hot, dallo stesso 50 Cent in In My Care in Do You Think About Me, e da The Game in Dreams. Inoltre Vivica A. Fox ha partecipato all'edizione limitata del disco di Lil Jon & the East Side Boyz Crunk Juice. La Fox è stata protagonista della serie drammatica Missing su Lifetime Television Network, insieme a Caterina Scorsone e Mark Consuelos. La Fox è anche co-produttrice della serie.

## Vita privata
Alta 1,70 m, il 19 dicembre 1998 ha sposato il cantante Christopher Harvest, detto "Sixx-Nine", e la coppia ha divorziato il 27 giugno 2002. Successivamente, la Fox ha frequentato nel 2003 il rapper 50 Cent, per poi fidanzarsi con il promoter di locali Omar "Slim" White fino al novembre 2011, dopo dieci mesi di relazione. L'attrice risiede a Los Angeles e non ha avuto figli.

## Filmografia parziale

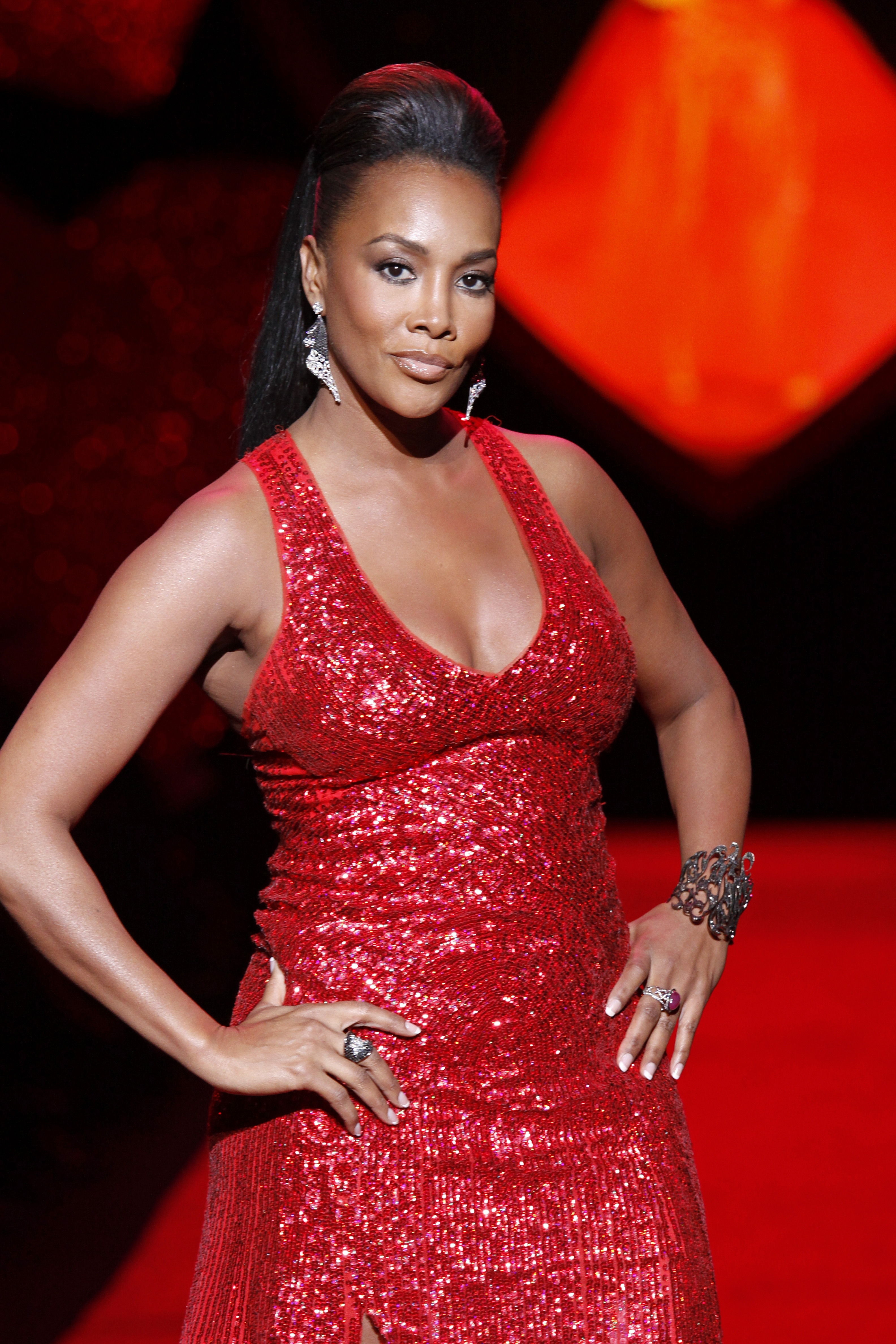
Vivica A. Fox al Heart Truth di Bryant Park, New York, il 13 febbraio 2009

### Cinema
- Klymaxx: Meeting in the Ladies Room, regia di Gerald V. Casale e Bruce Olinder – cortometraggio (1985)
- Nato il quattro luglio (Born on the Fourth of July), regia di Oliver Stone (1989)
- 2Pac Feat. Wycked: Papa'z Song, regia di James Michael Marshall – cortometraggio (1994)
- Un ragazzo veramente speciale (Don't Be a Menace to South Central While Drinking Your Juice in the Hood), regia di Paris Barclay (1996)
- Independence Day, regia di Roland Emmerich (1996)
- Toni Braxton: You're Makin' Me High, regia di Bille Woodruff – cortometraggio (1996)
- Set It Off - Farsi notare (Set It Off), regia di F. Gary Gray (1996)
- Ore piccole (Booty Call), regia di Jeff Pollack (1997)
- Batman & Robin, regia di Joel Schumacher (1997)
- I sapori della vita (Soul Food), regia di George Tillman Jr. (1997)
- Why Do Fools Fall in Love - Un ragazzo di talento (Why Do Fools Fall In Love), regia di Gregory Nava (1998)
- Giovani diavoli (Idle Hands), regia di Rodman Flender (1999)
- Killing Mrs. Tingle (Teaching Mrs. Tingle), regia di Kevin Williamson (1999)
- Double Take, regia di George Gallo (2001) non accreditata
- Venga il tuo regno (Kingdom Come), regia di Doug McHenry (2001)
- Un gioco per due (Two Can Play That Game), regia di Mark Brown (2001)
- Little Secrets - Sogni e segreti (Little Secrets), regia di Blair Treu (2001)
- Juwanna Mann, regia di Jesse Vaughan (2002)
- Boat Trip, regia di Mort Nathan (2002)
- Kill Bill: Volume 1 (Kill Bill: Vol. 1), regia di Quentin Tarantino (2003)
- Corri o muori (Ride or Die), regia di Craig Ross Jr. (2003)
- Labirinto d'inganni (Motives), regia di Craig Ross Jr. (2004)
- Kill Bill: Volume 2 (Kill Bill: Vol. 2), regia di Quentin Tarantino (2004)
- Ella Enchanted - Il magico mondo di Ella (Ella Enchanted), regia di Tommy O'Haver (2004)
- Blast, regia di Anthony Hickox (2004)
- The Salon, regia di Mark Brown (2005)
- The Hard Corps, regia di Sheldon Lettich (2006)
- Citizen Duane, regia di Michael Mabbott (2006)
- Kicking It Old Skool, regia di Harvey Glazer (2007)
- Labirinto d'inganni 2 (Motives 2), regia di Aaron Courseault (2007)
- Cover, regia di Bill Duke (2007)
- Father of Lies, regia di Phenomenon (2007)
- Un gioco per tre (Three Can Play That Game), regia di Mody Mod (2007)
- San Saba, regia di Mike Greene (2008)
- Pericolosamente bionda (Major Movie Star), regia di Steve Miner (2008)
- The Slammin' Salmon, regia di Kevin Heffernan (2009)
- There's a Stranger in My House, regia di Clifton Powell (2009)
- Shark City, regia di Dan Eisen (2009)
- 50 Cent: OK, Do You Think About Me, regia di Chris Robinson – cortometraggio (2009)
- Junkyard Dog, regia di Kim Bass (2009)
- Miss Nobody, regia di Tim Cox (2010)
- Trapped: Haitian Nights, regia di Jean-Claude La Marre (2010)
- Love Chronicles: Secrets Revealed, regia di Tyler Maddox-Simms (2010)
- The Land of the Astronauts, regia di Carl Colpaert (2010)
- Pastor Jones: The Complete First Season, regia di Jean-Claude La Marre (2010)
- Black Gold, regia di Jeta Amata (2011)
- Hollywood & Wine, regia di Matt Berman e Kevin Farley (2011)
- Lord, All Men Can't Be Dogs, regia di T.J. Hemphill (2011)
- A Holiday Heist, regia di Christie Will (2011)
- Cheaper to Keep Her, regia di Je'Caryous Johnson (2011)
- Searching for Angels, regia di Nadeem Soumah (2011)
- 1 Out of 7, regia di York Shackleton (2011)
- The Marriage Chronicles, regia di Paul D. Hannah (2012)
- Black November, regia di Jeta Amata (2012)
- In the Hive, regia di Robert Townsend (2012)
- Solid State, regia di Stefano Milla (2012)
- Cool Cat Stops Bullying, regia di Derek Savage – cortometraggio (2012)
- Crosstown, regia di Miriam Kruishoop (2013)
- Caught on Tape, regia di Sticky Fingaz (2013)
- The Pastor and Mrs. Jones, regia di Jean-Claude La Marre (2013)
- Doctor Bello, regia di Tony Abulu (2013)
- Mission Park (Line of Duty), regia di Bryan Ramirez (2013)
- Home Run, regia di David Boyd (2013)
- Queen City, regia di Peter McGennis (2013)
- Cool Cat Finds a Gun, regia di Derek Savage – cortometraggio (2013)
- Jaheim: Age Ain't A Factor, regia di Derek Blanks – cortometraggio (2013)
- It's Not You, It's Me, regia di Nathan Ives (2013)
- The Power of Love, regia di Tyler Maddox-Simms (2013)
- So This Is Christmas, regia di Richard Foster (2013)
- A Christmas Wedding, regia di Tyler Maddox-Simms (2013)
- Mercenarie (Mercenaries), regia di Christopher Ray (2014)
- 30 Days in Atlanta, regia di Robert Peters (2014)
- Whatever She Wants, regia di Je'Caryous Johnson (2014)
- Cool Cat Saves The Kids, regia di Derek Savage (2015)
- Chocolate City, regia di Jean-Claude La Marre (2015)
- Terms & Conditions, regia di Anoop Rangi (201)
- 6 Ways to Die, regia di Nadeem Soumah (2015)
- Il buono, il brutto e il morto (The Good, the Bad and the Dead), regia di Timothy Woodward Jr. (2015)
- Golden Shoes, regia di Lance Kawas (2015)
- Carter High, regia di Arthur Muhammad (2015)
- Gibby, regia di Phil Gorn (2016)
- Independence Day - Rigenerazione (Independence Day: Resurgence), regia di Roland Emmerich (2016)
- Illicit, regia di Corey Grant (2017)
- Garlic & Gunpowder, regia di Harrison Smith (2017)
- Fat Camp, regia di Jennifer Arnold (2017)
- Chocolate City: Vegas, regia di Jean-Claude La Marre (2017)
- Ragazze nel pallone - Sfida mondiale (Bring It On: Worldwide #Cheersmack), regia di Robert Adetuyi (2017)
- True to the Game, regia di Preston A. Whitmore II (2017)
- Providence Island, regia di Roger M. Bobb (2017)
- Jason's Letter, regia di Terrance Tykeem (2017)
- Caretakers, regia di George Loomis ed Elias Talbot (2018)
- Mr. Malevolent, regia di Rusty Cundieff e Darin Scott (2018)
- Kinky, regia di Jean-Claude La Marre (2018)
- Cool Cat Kids Superhero, regia di Derek Savage (2018)
- Crossbreed, regia di Brandon Slagle (2019)
- Dead End, regia di Al Shabazz (2019)
- Fire and Rain, regia di Phillip Penza (2019)
- 2nd Chance for Christmas, regia di Christopher Ray (2019)
- Terapia di letto (Hooking Up), regia di Nico Raineau (2020)
- Arkansas, regia di Clark Duke (2020)
- Rev, regia di Ant Horasanli (2020)
- A Beautiful Distraction, regia di Marcus Slabine e Deborah Twiss (2020)
- True to the Game 2, regia di Jamal Hill (2020)
- Secret Society, regia di Jamal Hill (2021)
- Aquarium of the Dead, regia di Glenn Miller (2021)
- Due Season, regia di Cecil Chambers (2022)
- Bosco, regia di Nicholas Manuel Pino (2024)

### Televisione
- Il tempo della nostra vita (Days of Our Lives) – soap opera, 4 puntate (1988)
- China Beach – serie TV, episodi 2x01-3x02 (1988)
- Casalingo Superpiù (Who's the Boss?) – serie TV, episodio 5x19 (1989)
- Generations – soap opera, 80 puntate (1989-1991)
- Willy, il principe di Bel-Air (The Fresh Prince of Bel-Air) – serie TV, episodio 1x19 (1991)
- Beverly Hills 90210 (Beverly Hills, 90210) – serie TV, episodio 2x09 (1991)
- 8 sotto un tetto (Family Matters) – serie TV, episodio 3x15 (1992)
- Out All Night – serie TV, 19 episodi (1992-1993)
- Matlock – serie TV, episodio 7x11 (1993)
- Febbre d'amore (The Young and the Restless) – soap opera, 20 puntate (1994-1995)
- Martin – serie TV, episodio 3x17 (1995)
- The Watcher – serie TV, episodio 1x11 (1995)
- I ragazzi di Tuskegee (The Tuskegee Airmen), regia di Robert Markowitz – film TV (1995)
- Living Single – serie TV, episodio 4x09 (1996)
- ABC TGIF – programma TV, 1 puntata (1997)
- Arsenio – serie TV, 6 episodi (1997)
- Salomone (Solomon), regia di Roger Young – miniserie TV (1997)
- Getting Personal – serie TV, 17 episodi (1998)
- Disneyland (The Wonderful World of Disney) – serie TV, episodio 2x14 (1999)
- Cosby – serie TV, episodio 3x25 (1999)
- The Hughleys – serie TV, episodi 1x18-1x19-2x02 (1999)
- City of Angels – serie TV, 13 episodi (2000)
- Hendrix, regia di Leon Ichaso – film TV (2000)
- Tutto in famiglia (My Wife and Kids) – serie TV, episodio 3x09 (2002)
- The Twilight Zone – serie TV, episodio 1x32 (2003)
- Missing (1-800-Missing) – serie TV, 37 episodi (2003-2006)
- Tremors - La serie (Tremors) – serie TV, episodio 1x11 (2003)
- Strepitose Parkers (The Parkers) – serie TV, episodio 5x07 (2003)
- Alias – serie TV, episodi 3x13-3x21 (2004)
- Getting Played, regia di David Silberg – film TV (2005)
- All of Us – serie TV, episodi 3x20-3x21 (2006)
- Curb Your Enthusiasm – serie TV, 11 episodi (2007-2009)
- Little Britain USA – serie TV, episodio 1x02 (2008)
- Law & Order - I due volti della giustizia (Law & Order) – serie TV, episodio 19x06 (2008)
- 'Da Kink in My Hair – serie TV, episodio 2x13 (2009)
- Degrassi: The Next Generation – serie TV, episodio 8x20 (2009)
- Til Death - Per tutta la vita ('Til Death) – serie TV, episodio 4x05 (2009)
- True Jackson, VP – serie TV, episodio 2x11 (2010)
- Drop Dead Diva – serie TV, episodio 2x03 (2010)
- L'ultimo Babbo Natale (Farewell Mr. Kringle), regia di Kevin Connor – film TV (2010)
- Melissa & Joey – serie TV, episodio 1x17 (2011)
- The Cookout 2, regia di Lance Rivera – film TV (2011)
- The Protector – serie TV, episodio 1x12 (2011)
- Annie Claus va in città (Annie Claus Is Coming to Town), regia di Kevin Connor – film TV (2011)
- Aiutami Hope! (Raising Hope) – serie TV, episodio 2x19 (2012)
- Femme Fatales: Sesso e crimini (Femme Fatales) – serie TV, episodio 2x04 (2012)
- Mr. Box Office – serie TV, 24 episodi (2012-2013)
- L'uomo dei miei sogni (Looking for Mr. Right), regia di Kevin Connor – film TV (2014)
- Sharknado 2 - A volte ripiovono (Sharknado 2: The Second One), regia di Anthony C. Ferrante – film TV (2014)
- Blaq Gold, regia di Marcello Nine – film TV (2015)
- A Royal Family Holiday, regia di Lance Kawas – film TV (2015)
- Royal Family Christmas, regia di Lance Kawas – film TV (2015)
- Mann and Wife – serie TV, 4 episodi (2015-2016)
- Empire – serie TV, 25 episodi (2015-2020)
- The Wrong Roommate, regia di David DeCoteau – film TV (2016)
- Gay Skit Happens – serie TV, episodi 1x01-1x02 (2016)
- The Wrong Child, regia di David DeCoteau – film TV (2016)
- Sognando Manhattan (Summer in the City), regia di Vic Sarin – film TV (2016)
- Un marito per Natale (A Husband for Christmas), regia di David DeCoteau – film TV (2016)
- A Christmas Cruise, regia di David DeCoteau – film TV (2017)
- Bobbi Kristina, regia di Ty Hodges – film TV (2017)
- Explosion Jones – serie TV (2017)
- Jason's Letter, regia di Terrance Tykeem – film TV (2017)
- L'incubo della porta accanto (The Wrong Man), regia di David DeCoteau – film TV (2017)
- L'ossessione di Maddie (The Wrong Student), regia di David DeCoteau – film TV (2017)
- My Christmas Grandpa, regia di David DeCoteau – cortometraggio TV (2017)
- Un ammiratore pericoloso (The Wrong Crush), regia di David DeCoteau – film TV (2017)
- The Wrong Cruise, regia di David DeCoteau – film TV (2018)
- L'ultimo Sharknado - Era ora! (The Last Sharknado: It's About Time), regia di Anthony C. Ferrante – film TV (2018)
- Mai fidarsi di quel ragazzo (The Wrong Friend), regia di David DeCoteau – film TV (2018)
- Natale con vista (Christmas with a View), regia di Justin G. Dyck – film TV (2018)
- Un matrimonio per Natale (A Wedding for Christmas), regia di Fred Olen Ray – film TV (2018)
- Uno studente quasi perfetto (The Wrong Teacher), regia di David DeCoteau – film TV (2018)
- The Bay – serie TV, 4 episodi (2018-2019)
- Una matrigna pericolosa (The Wrong Stepmother), regia di David DeCoteau – film TV (2019)
- Mai fidarsi del mio vicino (The Wrong Boy Next Door), regia di David DeCoteau – film TV (2019)
- Mai fidarsi di Emily (The Wrong Tutor), regia di David DeCoteau – film TV (2019)
- Mai fidarsi di mia madre (The Wrong Mommy), regia di David DeCoteau – film TV (2019)
- Mai fidarsi di una bionda (The Wrong Housesitter), regia di David DeCoteau – film TV (2020)
- Ossessionato da te (The Wrong Cheerleader), regia di David DeCoteau – film TV (2019)
- Christmas Matchmakers, regia di David DeCoteau – film TV (2019)
- Stuck with You – serie TV, episodio 2x01 (2020)
- Eterna ossessione (The Wrong Cheerleader Coach), regia di David DeCoteau – film TV (2020)
- Eterna ossessione (The Wrong Wedding Planner), regia di David DeCoteau – film TV (2020)
- Un estraneo tra noi (The Wrong Stepfather), regia di David DeCoteau – film TV (2020)
- Joy & Hope, regia di Candy Cain – film TV (2020)
- Christmas Together, regia di David DeCoteau – film TV (2020)
- Christmas for Mary, regia di David DeCoteau – film TV (2020)
- Il principe dell'inganno (The Wrong Prince Charming), regia di David DeCoteau – film TV (2021)
- Killer nell'attico (The Wrong Real Estate Agent), regia di David DeCoteau – film TV (2021)
- L'incubo di Tracy (The Wrong Mr. Right), regia di David DeCoteau – film TV (2021)
- The Wrong Fiancé, regia di David DeCoteau – film TV (2021)
- The Wrong Valentine, regia di David DeCoteau – film TV (2021)
- Keeping Up with the Joneses, regia di David DeCoteau – miniserie TV (2021)
- The Wrong Cheer Captain, regia di David DeCoteau – film TV (2021)
- The Masked Singer – programma TV, puntata 6x02 (2021)
- 12 to Midnight – serie TV, episodio 1x03 (2021)
- The Wrong Blind Date, regia di David DeCoteau – film TV (2022)
- Il passato di Danielle (The Wrong High School Sweetheart), regia di David DeCoteau – film TV (2022)
- Black-ish – serie TV, episodio 8x08 (2022)

### Doppiatrice
- Cuccioli della giungla (Jungle Cubs) – serie animata, episodio 1x09 (1996)
- La famiglia Proud (The Proud Family) – serie animata, episodio 1x11 (2001)
- Ozzy & Drix (The Fantastic Voyage Adventures of Osmosis Jones & Drixenol) – serie animata, 4 episodi (2002)
- Kim Possible - Viaggio nel tempo (Kim Possible: A Sitch in Time), regia di Steve Loter – film TV (2003)
- Loonatics Unleashed – serie animata, episodio 1x03 (2005)
- Unstable Fables: Tortoise vs. Hare, regia di Howard E. Baker e Arish Fyzee (2008)
- Scooby-Doo! Mystery Incorporated – serie animata, 20 episodi (2010-2013)
- Hitman: Absolution – videogioco (2012)
- Scooby-Doo e il palcoscenico stregato (Scooby-Doo e il palcoscenico stregato), regia di Victor Cook (2013)
- Sofia la principessa (Sofia the First) – serie animata, episodio 2x27 (2015)
- Mr. Pickles – serie animata, episodio 2x03 (2016)
- The Sky Princess, regia di Dara Harper (2018)

## Doppiatrici italiane
Nelle versioni in italiano delle opere in cui ha recitato, Vivica A. Fox è stata doppiata da:
- Laura Boccanera in Independence Day
- Francesca Guadagno in Set It Off - Farsi notare
- Eleonora De Angelis in Giovani diavoli
- Laura Latini in Venga il tuo regno
- Stella Musy in Boat Trip
- Patrizia Burul in  Kill Bill: Vol. 1
- Licinia Lentini in Un ragazzo veramente speciale
- Elda Olivieri in The Hard Cops
- Pinella Dragani in Un gioco per due
- Stefania Patruno in Missing
- Rita Baldini in Alias
- Irene Di Valmo in Little Secrets - Sogni e Segreti
- Cinzia De Carolis in Ella Enchanted - Il magico mondo di Ella
- Emanuela Rossi in Salomone
- Alessandra Cassioli in Independence Day - Rigenerazione
- Antonella Baldini in Golden Shoes
- Daniela Debolini in Mercenarie
- Daniela Abruzzese in Il passato di Danielle

Come doppiatrice è sostituita da:
- Daniela Calò in Scooby-Doo! Mystery Incorporated